# Anton Mödlinger
Anton Mödlinger (* 16. Juni 1856 in Wien; † 2. Oktober 1921 in Graz) war ein österreichischer Theaterschauspieler, -regisseur und Sänger.

## Leben
Anton Mödlinger begann seine Bühnenlaufbahn bei einer Kindervorstellung am Thalia-Theater in Graz bei Direktor Ignaz Czernits, war 1888 bis 1889 Mitglied des Josefstädter Theaters und 1889 bis 1891 im Verbande des Carltheaters. Hierauf befand er sich längere Zeit auf der von Leopold Müller arrangierten Gastspieltournee mit der Pantomime „Der verlorene Sohn“, worauf er in den Verband des Wiener Ensemblegastspiels von Graselli eintrat. Er war auch kurze Zeit in Reichenberg engagiert und folgte 1894 einem Antrag ans Grazer Landestheater, wo er bis mindestens 1902 tätig war.
Er starb 1921 in Graz.
Seine Brüder waren die Sänger Josef Mödlinger und Ludwig Mödlinger.